# Григорків Василь Степанович
Василь Степанович Григорків (28 серпня 1955) — український учений у галузі математичного моделювання. Доктор фізико-математичних наук, професор. Академік АН ВШ України з 2005 р.

## Біографія
Народився в с. Садки Заліщицького району Тернопільської області. У 1972 р. вступив на математичний факультет Чернівецького державного університету (ЧДУ), після закінчення якого отримав диплом з відзнакою за спеціальністю «прикладна математика». Наукову діяльність розпочав у 1977 р., будучи співробітником Чернівецького філіалу Київського інституту автоматики. У 1980—1984 рр. навчався в аспірантурі Обчислювального центру Академії наук СРСР (м. Москва). Ступінь кандидата фізико-математичних наук здобув у 1986 р., захистивши дисертацію «Апроксимація економетричних залежностей». З 1984 р. по 1997 р. працював на викладацьких посадах у ЧДУ. Протягом 1997—2000 рр. навчався у докторантурі факультету кібернетики КНУ ім. Т. Шевченка, після закінчення якої у 2000 р. в Інституті кібернетики ім. В. М. Глушкова НАН України захистив докторську дисертацію «Оптимізаційні динамічні моделі еколого-економічної рівноваги». Звання доцента присвоєно 1992 р., професора — у 2003 р. З 2000 р. знов працює у Чернівецькому національному університеті ім. Ю. Федьковича: спочатку — професор кафедри математичного моделювання, а з 2002 р. — завідувач кафедри економіко-математичного моделювання, що готує фахівців зі спеціальності «економічна кібернетика».

## Наукова діяльність
Спеціаліст у галузі математичної економіки та економіко-математичного моделювання.
Автор (співавтор) понад 200 наукових та науково-методичних публікацій, серед яких 7 підручників та посібників з грифом МОН України.
Підготував 5 кандидатів наук.
Голова секції математики НМК з економіки і підприємництва МОН України, заступник голови спеціалізованої ради із захисту кандидатських дисертацій, член експертної ради ВАК України, член редколегії фахового журналу.
Нагороджений знаками «За наукові досягнення» (2005), «Відмінник освіти України» (2007).